# 通仁親王
通仁親王（みちひとしんのう、1124年 - 1129年）は、鳥羽天皇の第二皇子であり、母は待賢門院・藤原璋子である。同母兄は顕仁親王（後の崇徳天皇）、同母弟は君仁親王・雅仁親王（後の後白河天皇）・本仁親王（後の覚性入道親王）、同母姉は賀茂斎院・禧子内親王、同母妹は上西門院・統子内親王である。

## 生涯
天治元年1月20日、妊娠五ヶ月の璋子が白河院の正親町御所に赴き、着帯と御祓の儀式を行い、同3月14日には璋子が三条烏丸殿へ出産のため移り、同5月9日・5月18日に同邸で安産祈願の儀式が行われた。
同年5月28日子の刻、三条烏丸殿にて誕生した。藤原宗忠は日記で通仁親王の誕生を「天下已得儲君、識大慶也」と評し、歴史上の「二代母后」の先例を引用した。
同5月29日、御湯殿始。同6月1日、三夜の儀。同6月2日、御湯殿の儀。同6月3日、五夜の儀。同6月4日、御湯殿の儀、また御祈御修法。同6月5日、七夜の儀。同6月10日、三条烏丸殿西面を居所とする。同6月11日、備前守・藤原顕能の妻が乳母を務めた。
同6月27日、七瀬の祓い。同6月22日、親王宣下により「通仁」の名を賜る。同6月26日、親王家事始。同7月2日、五十日定。同7月13日、初めて白河殿へ渡御。同7月20日、五十日の儀。同7月23日、初参内。8月12日、母・璋子と共に三条烏丸殿へ戻る。同9月13日、百日の儀。天治2年12月13日、魚味始の儀。
大治2年1月21日、同母姉・禧子内親王と共に参内。同2月27日、禧子内親王と共に三条烏丸殿へ戻る。
大治4年閏7月10日夜半、痢病のため薨去、享年6歳。同7月12日、香隆寺西北野に葬られる。
通仁の死去した当日の「両眼如盲、起居不調」及び「従降誕年御目不見給」の記載から、通仁は先天盲であったため日常生活に多大な不便をきたしたことが判明する。藤原為隆がさらに記す「年来雖有万々御祈鎮、為不豫之人、仍無御同宿之儀、可憐々々」から、通仁発病後には数多の病平癒祈祷が行われたが悉く効果なく、僅か六歳にして夭逝したことが実に痛惜の極みであったと理解される。